# Lutherrock

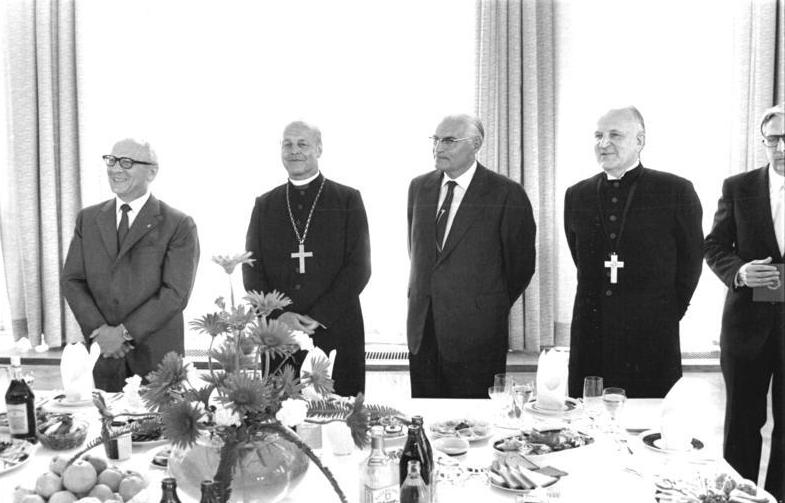
Die Bischöfe Werner Leich und Werner Krusche im Lutherrock, 1980

Der Lutherrock ist eine Form des Gehrocks mit Merkmalen der Soutane. Er ist ein schwarzes, einreihig geknöpftes, fast knielanges, hochgeschlossenes Gewand mit einem kleinen Stehkragen. Manche evangelische Geistliche (heute fast nur noch Bischöfe) tragen ihn als Amtstracht außerhalb des Gottesdienstes. In der zweiten Hälfte des 19. Jahrhunderts war der Lutherrock die normale Alltagskleidung der evangelischen Pfarrerschaft. Im Zuge einer Wiederbesinnung auf traditionelle Werte in der evangelischen Kirche wird der Lutherrock heute auch wieder von jüngeren Pfarrern getragen.
Der Lutherrock hat mit Martin Luther unmittelbar nichts zu tun. Er kam erst im 19. Jahrhundert auf. Den Namen des Reformators erhielt er nachträglich als äußerer Ausdruck eines bekenntnisbewussten und kirchlich gesinnten Luthertums.